# Hide in the Pickling Jar
Hide in the Pickling Jar è il settantaseiesimo album in studio del chitarrista statunitense Buckethead, pubblicato il 7 febbraio 2014 dalla Hatboxghost Music.

## Il disco
Quarantottesimo disco appartenente alla serie "Buckethead Pikes", Hide in the Pickling Jar è stato pubblicato in contemporanea a Monument Valley, 49º album appartenente alla medesima serie di cui condivide il numero di tracce.

## Tracce
Musiche di Buckethead.
1. Hide in the Pickling Jar – 9:21
2. Countersunk – 7:41
3. Squirrel on a Perch – 3:45
4. Sabertooth Saw – 10:05

## Formazione
- Buckethead – chitarra, basso, programmazione